# The 1989 World Tour
The 1989 World Tour fue la cuarta gira de la cantante y compositora estadounidense Taylor Swift, realizada para promocionar su quinto álbum de estudio 1989, de 2014. Comenzó en mayo de 2015 en Tokio (Japón), y terminó en diciembre en Melbourne (Australia). A través de la gira, la cantante visitó ochenta y cinco fechas a lo largo de cuatro continentes: América del Norte, Asia, Europa, y Oceanía; y recaudó más de $250 millones. Gracias a esto, la cantante fue la artista de mayor recaudación en ventas de entradas en 2015 y The 1989 World Tour en sí se convirtió en la mayor norteamericana de la historia comercialmente.

## Antecedentes
Taylor Swift comenzó a hablar sobre su siguiente gira en agosto de 2014. Desde principios de ese mes, la cantante comenzó a dar pistas sobre un evento donde hablaría de sus planes musicales; las pistas incluyeron un vídeo donde presionaba el décimo octavo botón de un ascensor, una imagen de la hora 05:00 con su gata, un dibujo de la Estatua de la Libertad en el fondo y una captura de pantalla de una página de inicio de Yahoo!. El 13 de agosto confirmó durante The Tonight Show Starring Jimmy Fallon que realizaría una sesión transmitida en vivo en las oficinas de Yahoo! cinco días después a las 5 de la tarde. El 18 de ese mes, la artista se presentó en la cima del edificio Empire State, Nueva York, para realizar el evento donde anunció el lanzamiento de 1989 y lanzó «Shake It Off». Además de revelar otros datos sobre la nueva era habló de sus planes para los 1989 Swiftstakes, un «fastidioso» juego de palabras con «sweepstakes» (en español: «sorteo»). Consistía en un concurso en que entregaría 1989 premios y los ganadores recibirían entradas de conciertos, pases para meet and greets, fotografías autografiadas y productos oficiales de la cantante.
A finales de octubre, Swift se presentó en el Times Square para interpretar «Welcome to New York», «Out of the Woods» y «Shake It Off». Durante el concierto, transmitido por Good Morning America, la cantante dijo: «¡Voy a salir de gira muy pronto! Estamos en las primeras etapas de planificación sobre el espectáculo definitivo». Por la mañana del 3 de noviembre confirmó que la gira comenzaría a principios de 2015 y publicó una lista de conciertos con cincuenta y siete fechas correspondientes a América del Norte y Europa en su página oficial. Más tarde agregó dos fechas más para Japón, dos más para Los Ángeles y una fecha para Alemania, Chicago y East Rutherford. Tras notar que Swift no incluyó Nueva York, «su ciudad favorita en el mundo», en la primera lista de conciertos, Christopher Rogers de HollywoodLife declaró que una fuente aseguraba que la cantante añadiría más fechas a medida que las publicadas fueran agotadas. Rogers la citó al escribir: «Es posible que anuncie las fechas extra para la gira con Ryan Seacrest. Quiere impresionar en la víspera de Año Nuevo y que todos hayan gastado su dinero navideño en su gira, y entonces anunciar más fechas. Está todo calculado».

## The 1989 World Tour Live
Las señales se exhibieron en el concierto de Sídney el 28 de noviembre de 2015 en el estadio ANZ que decía: "Los eventos de hoy se graban y filman para transmisión en todo el mundo y también pueden formar parte de un programa de televisión con fines comerciales y promocionales". Aunque no había más información acerca de para qué era el rodaje en ese momento, se especuló que formaría un DVD del World Tour 1989 que se lanzaría una vez que la gira concluyera en Melbourne a finales de 2015. Más tarde se especuló que Apple Music Video Lauch sería la plataforma encargada de distribuir las imágenes de este concierto por todo el mundo, lo que resultó ser correcto. Casualmente, "All You Had To Do Was Stay" y "This Love" se agregaron nuevamente al programa después de haber quedado fuera de la lista de canciones durante varios meses. Esto hizo que la lista de canciones interpretadas en Sídney fuera idéntica a la de Tokio cuando se estrenó la gira. El 13 de diciembre de 2015, en el vigésimo-sexto cumpleaños de Swift, anunció que se había asociado con Apple Music para lanzar una película de concierto titulada The 1989 World Tour Live el 20 de diciembre. Filmada frente a 75,980 fanáticos durante su parada en ANZ Stadium en Sídney el noviembre 28, muestra la interpretación completa y el material nunca visto de detrás del escenario y de los ensayos con algunos de los invitados musicales y sorpresivos de espectáculos anteriores.

## Recepción Comercial

#### Compra de Entradas
Las ventas anticipadas de espectáculos europeos comenzaron el 4 de noviembre, la venta pública de esta etapa comenzó el 7 de noviembre, las entradas para Londres se vendieron más tarde el 10 de noviembre. La primera ronda de preventa en espectáculos selectos de América del Norte comenzó el 7 de noviembre y en general las ventas para los fanáticos en América del Norte comenzaron a partir del 14 de noviembre de 2014. En Australia las entradas salieron a la venta el 12 de diciembre de 2014; en Japón un día después; en Singapur y Shanghái comenzaron a partir del 30 de junio de 2015. Swift fue el sexto artista más buscado en Ticketmaster en 2014.
Muchos espectáculos de la gira fueron vendidos en pocos minutos por lo que Swift anunció 9 fechas adicionales, así como el nuevo espectáculo en Houston para la etapa norteamericana. Los Ángeles tuvo las fechas más extra con 3 espectáculos en el Staples Center. Otras ciudades que tuvieron una fecha extra fueron East Rutherford, Chicago, Washington, Filadelfia, St. Paul y Santa Clara. En St. Louis, Swift originalmente se presentaría el 13 y 14 de octubre de 2015, pero después de agregar Houston al calendario, St. Louis sufrió recortes. En lugar de presentarse dos veces en dicha ciudad, solo se presentaría el 28 de septiembre de 2015 y las entradas se pondrían a la venta a las 10 a. m. del 30 de enero de 2015. Sin embargo, las entradas para el espectáculo de San Luis se agotaron en minutos, lo que resultó en una segunda fecha que se agregó allí el 29 de septiembre en el mismo lugar. Swift también agregó más fechas a la etapa europea debido a demanda popular, una para Colonia y otra para Dublín. En Dublín, las entradas para ambos conciertos se agotaron en 55 minutos, aunque el segundo espectáculo se agregó después de 6 minutos cuando el primer show se agotó.
En Australia, más de 30,000 entradas para el primer espectáculo (11 de diciembre de 2015) en Melbourne se agotaron en menos de una hora. Poco después, Swift anunció 2 fechas adicionales para esa etapa, una para Melbourne y otra para Adelaida. Debido a la demanda popular, en julio de 2015, Swift agregó el tercer espectáculo para Melbourne después de que 2 primeros espectáculos se vendieran convirtiéndose así en la primera artista femenina en tocar 3 shows en AAMI Park.
En enero de 2015, Forbes informó que The 1989 World Tour fue una de las giras de conciertos más caras de 2015 en el mercado secundario, justo detrás de On the Show de Fleetwood Mac y el V Tour de Maroon 5. En los Estados Unidos, el precio promedio del boleto fue de $ 380 según TiqIQ, y la fecha más barata fue el espectáculo en Fargo el 12 de octubre, donde el precio promedio del boleto fue de $182.95 con un ingreso de $79. El espectáculo del 29 de junio de 2015 en Dublín fue la fecha europea más cara, donde el precio promedio de la entrada fue de $285, con un precio inicial de $198. El show de Sídney tuvo el precio de entrada más barato para las entradas de Taylor Swift en Australia a $130 australianos ($100 USD). El espectáculo más caro es el concierto final en Melbourne, el sábado 12 de diciembre de 2015, con un precio inicial de $249 australiano ($193 USD). En total, las entradas para The Red Tour promediaron $176 en todas las paradas de la gira, mientras que la gira mundial de 1989 promedió alrededor de $392 por concierto, un aumento del 123%. Las entradas para el World Tour de 1989 fueron las más caras para Taylor Swift.

#### Récord en el KING Center
El 26 de agosto de 2015, Swift interpretó sus mayores éxitos un total de cinco veces en esta gira en el Staples Center, uno de los estadios cubiertos más caros y emblemáticos del mundo situado en el barrio L.A. Live en la ciudad de Los Ángeles. La cantante, a sus 25 años de edad rompió el récord de más presentaciones vendidas en aquella arena con un total de 16 conciertos vendidos en dicho recinto desde el inicio de su carrera en el año 2006. De momento, este récord no le ha sido arrebatado.

## Repertorio
1. «Welcome to New York»
2. «New Romantics»
3. «Blank Space»
4. «I Knew You Were Trouble»
5. «I Wish You Would»
6. «How You Get the Girl»
7. «I Know Places»
8. «All You Had to Do Was Stay»
9. «You Are in Love»
10. «Clean»
11. «Love Story»
12. «Style»
13. «This Love»
14. «Bad Blood»
15. «We Are Never Ever Getting Back Together»
16. «Enchanted» / «Wildest Dreams»
17. «Out of the Woods»
18. «Shake It Off»

En algunas fechas, la canción «You Are in Love» era remplazada por otras canciones como «Holy Ground», «Wonderland», «You Belong with Me», «Mean», «Fifteen», «Sparks Fly», «Fearless», «Should've Said No», «Never Grow Up», «Ronan», «All Too Well», «Red», «Mine» o «Long Live».
Fuente: Seatgeek.
| Invitados especiales |
| --- |
| Los siguientes artistas fueron invitados sorpresa durante distintas fechas: - Vance Joy (telonero en todas las fechas de América del Norte y Oceanía). - Shawn Mendes (telonero en algunas fechas de América del Norte). - James Bay (telonero en algunas fechas de Europa) - Niall Horan - Selena Gomez - Fifth Harmony - The Weeknd - Justin Timberlake - Julia Roberts - Chris Rock - Serena Williams - Cara Delevingne - Kendall Jenner - Little Mix - Ciara - Jason Derulo - Ellen DeGeneres - Lisa Kudrow - Fetty Wap - St. Vincent - Mary J. Blige - One Republic - Serayah McNeill - John Legend - Gigi Hadid - Nick Jonas - Hailee Steinfeld - Karlie Kloss - Lorde - Charli XCX - Avril Lavigne - Ricky Martin - Mick Jagger |

## Fechas
| Fecha                    | Ciudad           | País           | Recinto                       | Acto de apertura                                | Asistencia                   | Recaudación  |   |
| ------------------------ | ---------------- | -------------- | ----------------------------- | ----------------------------------------------- | ---------------------------- | ------------ | - |
| Asia                     |                  |                |                               |                                                 |                              |              |   |
| 5 de mayo de 2015        | Tokio            | Japón          | Tokyo Dome                    | —                                               | 101,320 / 101,320            | $10,586,828  |   |
| 6 de mayo de 2015        | Tokio            | Japón          | Tokyo Dome                    | —                                               | 101,320 / 101,320            | $10,586,828  |   |
| Norteamérica             |                  |                |                               |                                                 |                              |              |   |
| 15 de mayo de 2015       | Las Vegas        | Estados Unidos | City of Rock                  | —                                               | —                            | —            |   |
| 20 de mayo de 2015       | Bossier City     | Estados Unidos | CenturyLink Center            | Vance Joy                                       | 12,459 / 12,459              | $1,458,197   |   |
| 22 de mayo de 2015       | Baton Rouge      | Estados Unidos | Tigger Stadium                | Shawn Mendes Vance Joy                          | 50,227 / 50,227              | $4,119,670   |   |
| 30 de mayo de 2015       | Detroit          | Estados Unidos | Ford Field                    | Shawn Mendes Vance Joy                          | 50,703 / 50,703              | $5,999,690   |   |
| 2 de junio de 2015       | Louisville       | Estados Unidos | KFC Yum! Center               | Vance Joy                                       | 16,242 / 16,242              | $1,863,281   |   |
| 3 de junio de 2015       | Cleveland        | Estados Unidos | Quicken Loads Arena           | Vance Joy                                       | 15,503 / 15,503              | $1,732,041   |   |
| 6 de junio de 2015       | Pittsburgh       | Estados Unidos | Heinz Field                   | Shawn Mendes Vance Joy                          | 54,801 / 54,801              | $5,836,926   |   |
| 8 de junio de 2015       | Charlotte        | Estados Unidos | Time Warner Cable Arena       | Vance Joy                                       | 15,024 / 15,024              | $1,627,798   |   |
| 9 de junio de 2015       | Raleigh          | Estados Unidos | PNC Arena                     | Vance Joy                                       | 13,886 / 13,886              | $1,653,762   |   |
| 12 de junio de 2015      | Filadelfia       | Estados Unidos | Lincoln Financial Field       | Shawn Mendes Vance Joy                          | 101,052 / 101,052            | $11,987,816  |   |
| 13 de junio de 2015      | Filadelfia       | Estados Unidos | Lincoln Financial Field       | Shawn Mendes Vance Joy                          | 101,052 / 101,052            | $11,987,816  |   |
| Europa                   |                  |                |                               |                                                 |                              |              |   |
| 19 de junio de 2015      | Colonia          | Alemania       | Lanxess Arena                 | James Bay                                       | 29,020 / 29,020              | $2,054,690   |   |
| 20 de junio de 2015      | Colonia          | Alemania       | Lanxess Arena                 | James Bay                                       | 29,020 / 29,020              | $2,054,690   |   |
| 21 de junio de 2015      | Ámsterdam        | Países Bajos   | Ziggo Dome                    | James Bay                                       | 11,166 / 11,166              | $800,829     |   |
| 23 de junio de 2015      | Glasgow          | Reino Unido    | SSE Hydro                     | Vance Joy                                       | 11,021 / 11,021              | $1,119,300   |   |
| 24 de junio de 2015      | Mánchester       | Reino Unido    | Manchester Evening News Arena | Vance Joy                                       | 14,773 / 14,773              | $1,478,760   |   |
| 27 de junio de 2015      | Londres          | Reino Unido    | Hyde Park                     | Rae Morris Vance Joy Ellie Goulding John Newman | —                            | —            | — |
| 29 de junio de 2015      | Dublín           | Irlanda        | 3Arena                        | Vance Joy                                       | 25,188 / 25,188              | $1,975,510   |   |
| 30 de junio de 2015      | Dublín           | Irlanda        | 3Arena                        | Vance Joy                                       | 25,188 / 25,188              | $1,975,510   |   |
| Norteamérica             |                  |                |                               |                                                 |                              |              |   |
| 6 de julio de 2015       | Ottawa           | Canadá         | Canadian Tire Centre          | Vance Joy                                       | 13,480 / 13,480              | $1,325,480   |   |
| 7 de julio de 2015       | Montreal         | Canadá         | Bell Centre                   | Vance Joy                                       | 14,770 / 14,770              | $1,499,040   |   |
| 10 de julio de 2015      | East Rutherford  | Estados Unidos | MetLife Stadium               | Shawn Mendes Vance Joy Haim                     | 110,105 / 110,105            | $13,423,858  |   |
| 11 de julio de 2015      | East Rutherford  | Estados Unidos | MetLife Stadium               | Shawn Mendes Vance Joy Haim                     | 110,105 / 110,105            | $13,423,858  |   |
| 13 de julio de 2015      | Washington D. C. | Estados Unidos | Nationals Park                | Shawn Mendes Vance Joy Haim                     | 85,014 / 85,014              | $9,730,596   |   |
| 14 de julio de 2015      | Washington D. C. | Estados Unidos | Nationals Park                | Shawn Mendes Vance Joy Haim                     | 85,014 / 85,014              | $9,730,596   |   |
| 18 de julio de 2015      | Chicago          | Estados Unidos | Soldier Field                 | Shawn Mendes Vance Joy Haim                     | 110,109 / 110,109            | $11,469,887  |   |
| 19 de julio de 2015      | Chicago          | Estados Unidos | Soldier Field                 | Shawn Mendes Vance Joy Haim                     | 110,109 / 110,109            | $11,469,887  |   |
| 24 de julio de 2015      | Foxborough       | Estados Unidos | Gillette Stadium              | Shawn Mendes Vance Joy Haim                     | 116,849 / 116,849            | $12,533,166  |   |
| 25 de julio de 2015      | Foxborough       | Estados Unidos | Gillette Stadium              | Shawn Mendes Vance Joy Haim                     | 116,849 / 116,849            | $12,533,166  |   |
| 1 de agosto de 2015      | Vancouver        | Canadá         | BC Place Stadium              | Shawn Mendes Vance Joy                          | 41,463 / 41,463              | $4,081,820   |   |
| 4 de agosto de 2015      | Edmonton         | Canadá         | Rexall Place                  | Vance Joy                                       | 26,534 / 26,534              | $2,387,080   |   |
| 5 de agosto de 2015      | Edmonton         | Canadá         | Rexall Place                  | Vance Joy                                       | 26,534 / 26,534              | $2,387,080   |   |
| 8 de agosto de 2015      | Seattle          | Estados Unidos | CenturyLink Field             | Shawn Mendes Vance Joy                          | 55,711 / 55,711              | $6,050,643   |   |
| 14 de agosto de 2015     | Santa Clara      | Estados Unidos | Levi's Stadium                | Shawn Mendes Vance Joy                          | 102,139 / 102,139            | $13,031,146  |   |
| 15 de agosto de 2015     | Santa Clara      | Estados Unidos | Levi's Stadium                | Shawn Mendes Vance Joy                          | 102,139 / 102,139            | $13,031,146  |   |
| 17 de agosto de 2015     | Glendale         | Estados Unidos | Gila River Arena              | Vance Joy                                       | 26,520 / 26,520              | $3,029,628   |   |
| 18 de agosto de 2015     | Glendale         | Estados Unidos | Gila River Arena              | Vance Joy                                       | 26,520 / 26,520              | $3,029,628   |   |
| 21 de agosto de 2015     | Los Ángeles      | Estados Unidos | Staples Center                | Vance Joy Haim                                  | 70,563 / 70,563              | $8,961,681   |   |
| 22 de agosto de 2015     | Los Ángeles      | Estados Unidos | Staples Center                | Vance Joy Haim                                  | 70,563 / 70,563              | $8,961,681   |   |
| 24 de agosto de 2015     | Los Ángeles      | Estados Unidos | Staples Center                | Vance Joy Haim                                  | 70,563 / 70,563              | $8,961,681   |   |
| 25 de agosto de 2015     | Los Ángeles      | Estados Unidos | Staples Center                | Vance Joy Haim                                  | 70,563 / 70,563              | $8,961,681   |   |
| 26 de agosto de 2015     | Los Ángeles      | Estados Unidos | Staples Center                | Vance Joy Haim                                  | 70,563 / 70,563              | $8,961,681   |   |
| 29 de agosto de 2015     | San Diego        | Estados Unidos | Petco Park                    | Shawn Mendes Vance Joy                          | 44,710 / 44,710              | $5,475,237   |   |
| 4 de septiembre de 2015  | Salt Lake City   | Estados Unidos | EnergySolutions Arena         | Vance Joy                                       | 14,131 / 14,131              | $1,589,686   |   |
| 5 de septiembre de 2015  | Denver           | Estados Unidos | Pepsi Center                  | Vance Joy                                       | 27,126 / 27,126              | $2,868,991   |   |
| 6 de septiembre de 2015  | Denver           | Estados Unidos | Pepsi Center                  | Vance Joy                                       | 27,126 / 27,126              | $2,868,991   |   |
| 9 de septiembre de 2015  | Houston          | Estados Unidos | Minute Maid Park              | Shawn Mendes Vance Joy                          | 40,122 / 40,122              | $5,202,196   |   |
| 11 de septiembre de 2015 | Saint Paul       | Estados Unidos | Xcel Energy Center            | Vance Joy                                       | 45,126 / 45,126              | $5,514,863   |   |
| 12 de septiembre de 2015 | Saint Paul       | Estados Unidos | Xcel Energy Center            | Vance Joy                                       | 45,126 / 45,126              | $5,514,863   |   |
| 13 de septiembre de 2015 | Saint Paul       | Estados Unidos | Xcel Energy Center            | Vance Joy                                       | 45,126 / 45,126              | $5,514,863   |   |
| 16 de septiembre de 2015 | Indianápolis     | Estados Unidos | Bankers Life Fieldhouse       | Vance Joy                                       | 14,010 / 14,010              | $1,550,268   |   |
| 17 de septiembre de 2015 | Columbus         | Estados Unidos | Nationwide Arena              | Vance Joy                                       | 29,936 / 29,936              | $3,369,693   |   |
| 18 de septiembre de 2015 | Columbus         | Estados Unidos | Nationwide Arena              | Vance Joy                                       | 29,936 / 29,936              | $3,369,693   |   |
| 21 de septiembre de 2015 | Kansas City      | Estados Unidos | Sprint Center                 | Vance Joy                                       | 27,857 / 27,857              | $2,967,558   |   |
| 22 de septiembre de 2015 | Kansas City      | Estados Unidos | Sprint Center                 | Vance Joy                                       | 27,857 / 27,857              | $2,967,558   |   |
| 25 de septiembre de 2015 | Nashville        | Estados Unidos | Bridgestone Arena             | Vance Joy Haim                                  | 28,917 / 28,917              | $3,354,844   |   |
| 26 de septiembre de 2015 | Nashville        | Estados Unidos | Bridgestone Arena             | Vance Joy Haim                                  | 28,917 / 28,917              | $3,354,844   |   |
| 28 de septiembre de 2015 | Saint Louis      | Estados Unidos | Scottrade Center              | Vance Joy Haim                                  | 29,688 / 29,688              | $3,452,940   |   |
| 29 de septiembre de 2015 | Saint Louis      | Estados Unidos | Scottrade Center              | Vance Joy Haim                                  | 29,688 / 29,688              | $3,452,940   |   |
| 2 de octubre de 2015     | Toronto          | Canadá         | Rogers Centre                 | Shawn Mendes Vance Joy                          | 99,283 / 99,283              | $8,670,990   |   |
| 3 de octubre de 2015     | Toronto          | Canadá         | Rogers Centre                 | Shawn Mendes Vance Joy                          | 99,283 / 99,283              | $8,670,990   |   |
| 8 de octubre de 2015     | Des Moines       | Estados Unidos | Wells Fargo Arena             | Vance Joy                                       | 13,969 / 13,969              | $1,566,321   |   |
| 9 de octubre de 2015     | Omaha            | Estados Unidos | CenturyLink Center            | Vance Joy                                       | 29,622 / 29,622              | $3,121,421   |   |
| 10 de octubre de 2015    | Omaha            | Estados Unidos | CenturyLink Center            | Vance Joy                                       | 29,622 / 29,622              | $3,121,421   |   |
| 12 de octubre de 2015    | Fargo            | Estados Unidos | Fargodome                     | Vance Joy                                       | 21,067 / 21,067              | $2,219,188   |   |
| 17 de octubre de 2015    | Arlington        | Estados Unidos | AT&T Stadium                  | Shawn Mendes Vance Joy                          | 62,630 / 62,630              | $7,396,733   |   |
| 20 de octubre de 2015    | Lexington        | Estados Unidos | Rupp Arena                    | Vance Joy                                       | 17,084 / 17,084              | $1,870,471   |   |
| 21 de octubre de 2015    | Greensboro       | Estados Unidos | Greensboro Coliseum Complex   | Vance Joy                                       | 15,079 / 15,079              | $1,662,171   |   |
| 24 de octubre de 2015    | Atlanta          | Estados Unidos | Georgia Dome                  | Shawn Mendes Vance Joy                          | 56,046 / 56,046              | $6,034,846   |   |
| 27 de octubre de 2015    | Miami            | Estados Unidos | American Airlines Arena       | Vance Joy                                       | 14,044 / 14,044              | $1,527,919   |   |
| 31 de octubre de 2015    | Tampa            | Estados Unidos | Raymond James Stadium         | Shawn Mendes Vance Joy                          | 56,987 / 56,987              | $6,202,515   |   |
| Asia                     |                  |                |                               |                                                 |                              |              |   |
| 7 de noviembre de 2015   | Singapur         | Singapur       | Singapore Indoor Stadium      | —                                               | 17,726 / 17,726              | $3,217,569   |   |
| 8 de noviembre de 2015   | Singapur         | Singapur       | Singapore Indoor Stadium      | —                                               | 17,726 / 17,726              | $3,217,569   |   |
| 10 de noviembre de 2015  | Shanghái         | China          | Mercedes-Benz Arena           | —                                               | 37,758 / 37,758              | $5,917,348   |   |
| 11 de noviembre de 2015  | Shanghái         | China          | Mercedes-Benz Arena           | —                                               | 37,758 / 37,758              | $5,917,348   |   |
| 12 de noviembre de 2015  | Shanghái         | China          | Mercedes-Benz Arena           | —                                               | 37,758 / 37,758              | $5,917,348   |   |
| Oceanía                  |                  |                |                               |                                                 |                              |              |   |
| 28 de noviembre de 2015  | Sídney           | Australia      | ANZ Stadium                   | Vance Joy                                       | 75,980 / 75,980              | $6,571,683   |   |
| 5 de diciembre de 2015   | Brisbane         | Australia      | Suncorp Stadium               | Vance Joy                                       | 46,881 / 46,881              | $4,759,471   |   |
| 7 de diciembre de 2015   | Adelaida         | Australia      | Entertainment Centre          | Vance Joy                                       | 20,090 / 20,090              | $2,407,499   |   |
| 8 de diciembre de 2015   | Adelaida         | Australia      | Entertainment Centre          | Vance Joy                                       | 20,090 / 20,090              | $2,407,499   |   |
| 10 de diciembre de 2015  | Melbourne        | Australia      | AAMI Park                     | Vance Joy                                       | 98,136 / 98,136              | $10,421,553  |   |
| 11 de diciembre de 2015  | Melbourne        | Australia      | AAMI Park                     | Vance Joy                                       | 98,136 / 98,136              | $10,421,553  |   |
| 12 de diciembre de 2015  | Melbourne        | Australia      | AAMI Park                     | Vance Joy                                       | 98,136 / 98,136              | $10,421,553  |   |
| Total                    | Total            | Total          | Total                         | Total                                           | 2,278,647 / 2,278,647 (100%) | $250,733,097 |   |